# Ла-Унион (провинция)
Ла-Унион (Ла-Уньон, Ла-Юнион, таг. La Union) — провинция Филиппин на острове Лусон в регионе Илокос. Административный центр — город Сан-Фернандо. В состав провинции входят 1 включенный город и 19 муниципалитетов.
Название провинции, Ла-Унион, по-испански значит «союз». Исторически провинция была образована из участков территории соседних провинций. В её состав вошли южные земли Южного Илокоса, север Пангасинана и запад провинции Бенгет.

## География
Общая площадь провинции составляет 1493,1 км². Граничит с провинциями: Южный Илокос (на севере), Бенгет (на востоке) и Пангасинан (на юге). На западе провинция омывается водами Южно-Китайского моря. Как и большая часть региона Илокос, провинция Ла-Унион пересечена хребтами Центральной Кордильеры. В отличие от других районов Филиппин, как на Лусоне, так и на других островных группах, здесь более сухой климат, и сухой сезон более продолжителен, он длится с ноября по май.

## Население
Численность населения по данным на 2010 год — 741 906 жителя. Плотность населения — 496,89 чел./км². Большинство населения (93 %) в провинции составляют илоки. По религиозной принадлежности — католики. На юге встречаются поселения пангасинанов. Игороты проживают в предгорьях, а в городах встречаются китайские общины. Наиболее распространённые разговорные языки — илокано и пангасинан.

## Административное деление
В административном отношении подразделяется на 1 включённый город (Сан-Фернандо) и 19 муниципалитетов:
- Агу
- Арингай
- Бакнотан
- Багулин
- Балаоан
- Бангар
- Бауанг
- Бургос
- Каба
- Луна

- Нагилиан
- Пуго
- Росарио
- Сан-Габриэль
- Сан-Хуан
- Санто-Томас
- Сантол
- Судипен
- Тубао

## Экономика
В провинции представлена сфера обслуживания, переработка сельскохозяйственной продукции, некоторые отрасли промышленного производства. Порт в Сан-Фернандо работает активно, и грузооборот его растёт из года в год. Американская авиабаза Уоллис-Эйр-Стэйшен также способствует деловой активности провинции. Провинция обеспечена автобусным транспортом и авиалиниями, что делает её доступной для туристов. Пляжи на побережье способствуют развитию туризма, водных видов спорта и других способов отдыха. У побережья Ла-Униона находится ряд популярных дайв-сайтов.